# Угъен Дорджи (министр труда)
Угъен Дорджи (англ. Ugyen Dorji; род. в 1986 году) — бутанский политик, министр труда и людских ресурсов Бутана с 2018 года. Член Национальной ассамблеи Бутана.

## Биография
Угъен Дорджи родился в 1986 году. Дорджи получил учёную степень бакалавра искусств английского языка в Колледже Шерубце. Затем получил степень магистра в области политики в сингапурской школе государственной политики имени Ли Куан Ю.
В 2011 году работал репортёром в бутанской газете The Journalist. С 2013 по 2018 год Угъен Дорджи работал в Министерстве иностранных дел. Также Дорджи был научным сотрудником Национального университета Сингапура с 2016 по 2017 год.
Был избран в Национальную ассамблею Бутана в 2018 году. 3 ноября премьер-министр Лотай Церинг официально объявил состав своего нового кабинета, назначив Дорджи министром труда.